# Thyreodon ultor
Thyreodon ultor är en stekelart som beskrevs av Porter 1984. Thyreodon ultor ingår i släktet Thyreodon och familjen brokparasitsteklar. Inga underarter finns listade i Catalogue of Life.